# Annalise Keating
Annalise Keating (nacida Anna Mae Harkness), es un personaje ficticio interpretado por Viola Davis y creado por Peter Nowalk para el drama legal de misterio estadounidense How to Get Away with Murder. Keating es una abogada defensora y profesora de derecho penal en la Universidad ficticia de Middleton en Philadelphia.
Por su actuación, Davis ganó el premio Emmy en la categoría de "Mejor Actriz Principal en una serie dramática" durante el año 2015.  El papel también le otorgó dos Premios SAG por su Sobresaliente Rendimiento por una actriz en una Serie dramática, y un NAACP Image Award por "Mejor Actriz en una serie dramática", al igual que dos nominaciones en los Golden Globes por "Mejor Actriz – Serie de Televisión Dramática".

## Historia

### Antes de la serie
Poco se sabe acerca de la infancia de Annalise, sin embargo, su madre, Ofelia Harkness (Cicely Tyson) en "Mama's Here Now", reveló la información. Como niña, Annalise creció muy pobre, pero su madre se aseguró de que ella tuviese comida, un techo sobre su cabeza y ropa. De niña, Annalise sufrió abusos sexuales de la mano de su tío, Clyde. Cuando una noche, Ofelia vio a Clyde salir de la habitación de Annalise, sabiendo lo que había hecho, quemó su casa mientras Clyde estaba dormido, presumiblemente matándole.
Mientras asistía a la Escuela de Derecho de Harvard, se comenzó una relación sentimental con su compañera, Eva Rothlo (Famke Janssen). Diez años antes de empezar la serie, ella estaba embarazada, pero su hijo murió durante el embarazo después de un accidente de coche, presumiblemente orquestado por el padre de uno de sus clientes.

### En la serie
Annalise Keating es una abogada defensora de alto perfil con sede en Filadelfia, Pensilvania y profesora de derecho penal en la ficticia universidad de Middleton. Annalise es conocida por tener problemas emocionales, pero aun así es una mujer que hará lo que sea necesario para conseguir lo que quiere, y proteger a las personas que ama. Después de un pasado turbulento, y al borde del colapso de su matrimonio, Annalise comienza a tener una aventura con el Detective Nate Lahey — aunque lo utiliza constantemente sin importarle las consecuencias — durante el verano de 2014.
Durante la primera temporada, Annalise selecciona a un grupo de los cinco mejores estudiantes para trabajar a su lado en su firma legal. El cadáver de una estudiante de la universidad, Lila Stangard, es encontrado en un tanque de agua de su hermandad tras haber sido reportada como desaparecida unos días antes. Poco después de esto, Annalise se ve envuelta en el homicidio accidental de su propio esposo, Sam Keating, causado por cuatro de sus estudiantes. Después de la muerte de Sam, los cuatro estudiantes se unen para quemar el cadáver de Sam durante una celebración de la universidad, y tiran sus restos en un basurero. Debido a los errores en su plan, la policía encuentra los restos y se inicia una investigación.
Tras inculpar a Nate, Annalise llama a su antigua colega — y amante — Eve Rothlo, quien logra librar al detective de todos los cargos. La segunda temporada nos muestra a Annalise y sus estudiantes intentar lidiar con la culpa, mientras que manejan el caso de los hermanos Caleb y Catherine Hapstall, y el asesinato de sus padres adoptivos. Sin embargo, la Fiscal Emily Sinclair comienza a investigar a la profesora, y eventualmente termina siendo asesinada. Annalise ayuda a encubrir el crimen, pero para que su plan funcione su estudiante favorito, Wes Gibbins, le dispara en el estómago. Wes comienza a investigar como es que el pasado de Annalise se conecta al suyo, y al final de la temporada Annalise descubre que su asociado, Frank, fue el responsable (indirecto) de su accidente de auto y por consecuente, la muerte de su bebé.
Durante la tercera temporada, Annalise comienza a enseñar una nueva clase y abre una clínica pro-bono, en la que sus estudiantes ahora pueden actuar como abogados defensores en la corte. Sin embargo, la posición de Annalise en la universidad se ve amenazada cuando una serie de folletos la llaman "asesina". Frank también ha desaparecido y tanto Annalise como Nate intentan encontrarlo, mientras que el asesinato de Wallace Mahoney continua bajo una investigación. Esta temporada lidia con el alcoholismo de Annalise, hasta que todo culmina con un incendio en la casa de Annalise, en el cual Wes Gibbins es asesinado. Los últimos episodios de la temporada tratan sobre la investigación de la muerte de Wes, y la identidad de su asesino. Mientras Annalise es arrestada, el resto de sus estudiantes comienzan a dudar sobre la inocencia de su profesora. Pronto vemos como Annalise está siendo inculpada por la oficina de fiscales. Bonnie y Frank unen fuerzas para sacar a Annalise de prisión, y finalmente ella revela un mensaje de voz que Wes dejó antes de su muerte, donde confiesa el asesinato sin resolver de Sam y el fiscal deduce que él es el culpable del incendio y su propia muerte. Esto deja a la profesora libre, sin trabajo y sin su licencia de abogacía, mientras lidia con la pérdida de su estudiante.
La cuarta temporada se encarga de redimir a Annalise, mientras ella intenta empezar de cero. Ella despide a Bonnie, Laurel, Michaela, Connor y Asher de su firma legal, y se dedica a recuperar su licencia. Una vez que lo consigue, Annalise comienza a ver al terapeuta Isaac Roa por órdenes de la corte. Al mismo tiempo, Annalise comienza su lucha para sacar adelante una demanda colectiva para reformar el sistema judicial y volver a tratar casos de personas que fueron encarcelados injustamente. En un crossover con la serie Scandal, Annalise logra llevar el caso a la Corte Suprema de los Estados Unidos, y consigue su victoria más importante.